# سعود عبدالحمید
' بازیکن فوتبال اهل عربستان است که در پست مهاجم نوک برای باشگاه آ.اس. رم در سری آ و تیم ملی عربستان بازی می‌کند.